# Ngo Dinh Luyen
Ngo Dinh Luyen, vietnamski veleposlanik.
Njegova dva brata, Ngo Dinh Nhu in Ngo Dinh Diem (predsednik Južnega Vietnama), sta bila ubita 1. novembra 1963.